# まりも (列車)
まりもとは、日本国有鉄道および北海道旅客鉄道（JR北海道）が函館駅 - 釧路駅間（1951年 - 1965年）、札幌駅 - 釧路駅間（1965年 - 1968年、1981年 - 1993年）で運行していた夜行急行列車、札幌駅 - 釧路駅または根室駅間（2001年 - 2008年）で運行していた夜行特急列車である。廃止前の2007年 - 2008年には札幌駅 - 釧路駅間を函館本線・千歳線・石勝線・根室本線経由で臨時夜行特急列車として運行されていた。

## 概要
1949年（昭和24年）に函館駅 - 釧路駅間で運行を開始した夜行急行列車がそのルーツで、札幌駅以東では準急列車として運行される珍しい運行方式を採用した。1950年に運行区間を根室駅まで延長し、急行区間を函館駅 - 釧路駅間とし、釧路駅以東は普通列車として運行されていた。その後、1951年に函館駅 - 釧路駅間の夜行急行に「まりも」の名称が与えられた。
1968年（昭和43年）、「ヨンサントオ」で札幌駅 - 釧路駅間の昼行列車「狩勝」に統合されて廃止されたが、1981年（昭和56年）に石勝線の開業により札幌駅 - 釧路駅間の急行列車に「まりも」の名称が再び使用され、夜行・昼行ともに1往復運行されていた。
しかし、1985年（昭和60年）3月に昼行列車を特急「おおぞら」に編入するとともに、札幌駅 - 帯広駅間の臨時急行「まりも」51・54号を廃止、夜行列車も1993年（平成5年）3月19日に「おおぞら」13号・14号として編入された。
2001年（平成13年）7月には、特急「おおぞら」昼行列車の使用車両をキハ283系気動車へ統一することに伴い、従来どおりキハ183系で運行される夜行列車の13・14号は「まりも」として分離した。
2006年3月18日のダイヤ改正で「利尻」が季節臨時列車に格下げされて以来、北海道内のみを運行する夜行特急列車としては唯一の定期列車であった。しかし、2007年10月1日のダイヤ改正で臨時列車化され、2008年（平成20年）9月に廃止された。

### 列車名の由来
列車名は阿寒湖のマリモにちなんだものである。

## 廃止直前の運行概況
札幌駅 - 釧路駅間を約7時間で結んでいた。B寝台料金は通常6,300円だが、この列車に限っては前身の「おおぞら」13・14号時代より、11 - 5月冬季は3,000円と安く設定していた。

### 停車駅
札幌駅 - 新札幌駅 - 南千歳駅 - 追分駅 - 新得駅 - 帯広駅 - 池田駅 - 浦幌駅 - 音別駅 - 白糠駅 - 釧路駅

### 使用車両

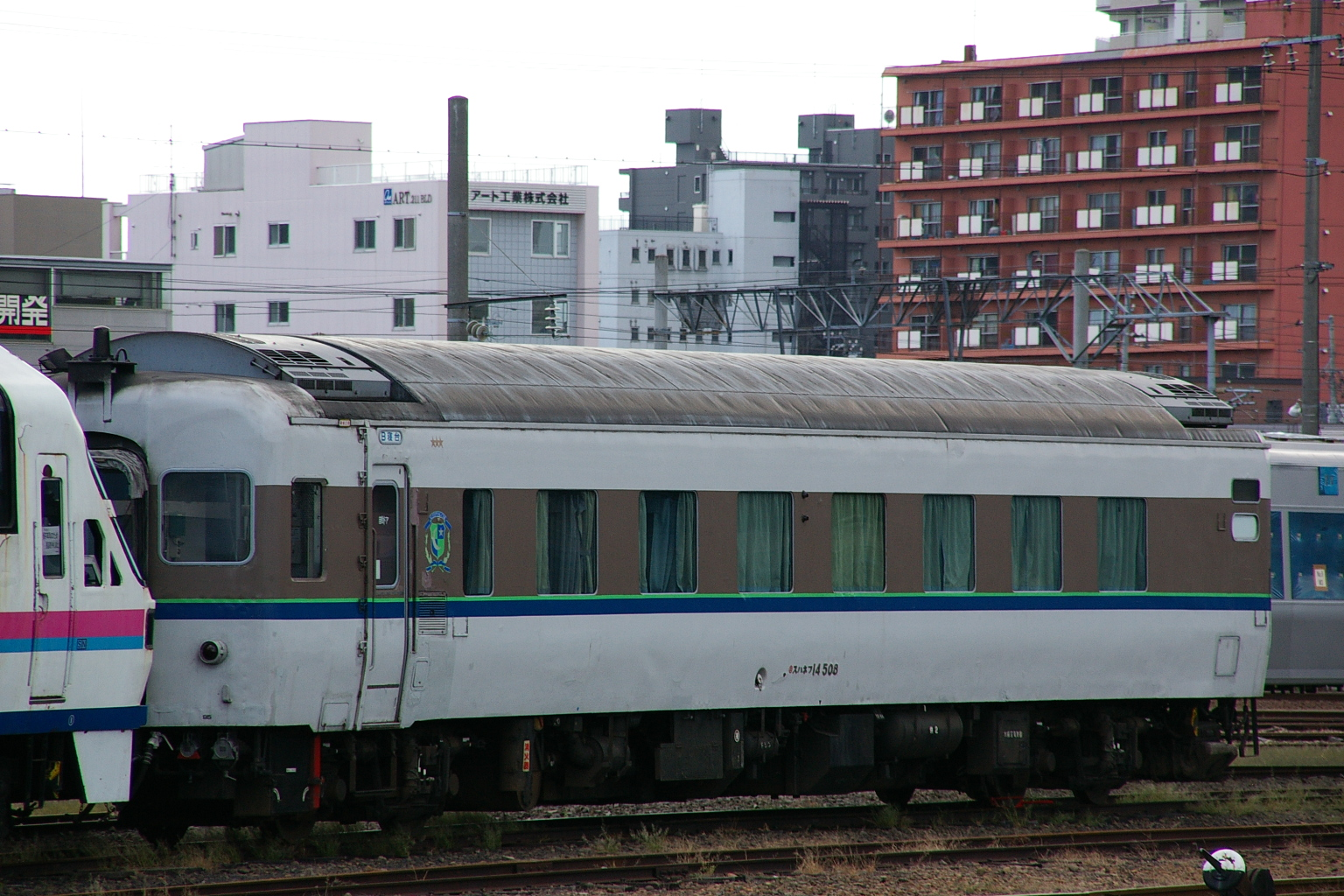
まりもで使用されていた、スハネフ14 508

定期運行時は座席車にキハ183系気動車を4両、寝台車には14系客車を2両連結した6両編成を基本に、繁忙期は座席車が増結され最大9両編成で運転されていた。
このうち、普通車自由席が2両、普通車座席指定席が2両、開放B寝台車2両で、指定席車および寝台車には女性専用席が設置されていた。
運行末期は、寝台車が1両減車され、5両編成で運転されていた。

### 担当車掌区
上下列車とも釧路運輸車両所が担当していた。

## 根室本線夜行列車沿革

### 「まりも」の設定と補助列車411・412列車
- 1949年（昭和24年）9月：函館駅 - 釧路駅間を運行する夜行急行列車（札幌駅以東では準急列車）が運行開始。
- 1950年（昭和25年）10月：運行区間を函館駅 - 根室駅に変更。また、急行列車区間を函館駅 - 釧路駅間とし、釧路駅以東は普通列車として運行されていた。
- 1951年（昭和26年）
  - 4月：函館駅 - 釧路駅間の夜行急行に「まりも」の名称を与えられる。以来、急行列車として函館駅 - 釧路駅間を函館本線・根室本線経由で運行。
  - 5月17日：新内駅 - 新得駅間でまりも号脱線事件が発生。
- 1956年（昭和31年）：小樽駅 - 釧路駅間で運行されていた普通列車411・412列車にスハネ30形寝台車の連結を開始。
- 1961年（昭和36年）10月：「まりも」の運行区間を函館駅 - 釧路駅間に短縮。
- 1965年（昭和40年）10月：「まりも」の函館駅 - 札幌駅間を分割し、「まりも」は札幌駅 - 釧路駅間の夜行急行列車となる。なお、函館駅 - 札幌駅間は「ていね」の名称となる。
- 1968年（昭和43年）10月：「まりも」は札幌駅 - 釧路駅間の昼行列車「狩勝」と統合し、「まりも」が廃止。

### 「からまつ」の名称設定、急行「まりも」の復活と廃止

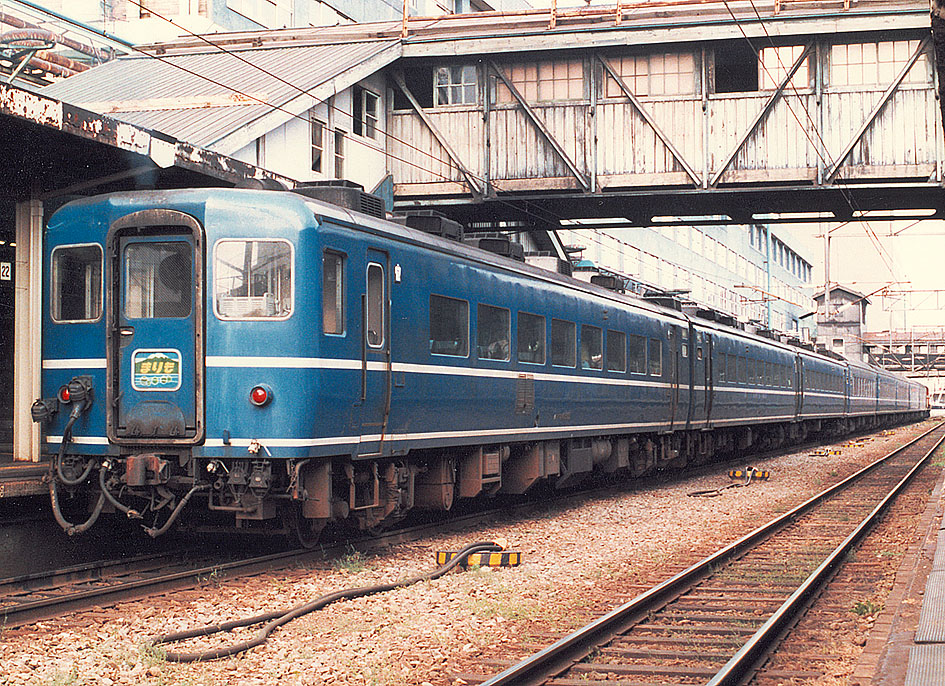
14系客車 急行「まりも」
（1986年 札幌駅）

- 1974年（昭和49年）8月：寝台券予約販売のコンピューター処理化に伴い小樽駅 - 釧路駅間の普通列車423・424列車に「からまつ」の名称が付き[5]、のちに寝台車を10系客車に変更。
- 1980年（昭和55年）10月：夜行普通列車「からまつ」を廃止し、急行「狩勝」に統合。「からまつ」廃止の代替として「狩勝」に普通自由席車を連結。
- 1981年（昭和56年）10月：石勝線開業に伴い設定された同線経由の札幌駅 - 釧路駅間で急行「まりも」が運行開始。昼行・夜行1往復ずつ設定された。
- 1982年（昭和57年）11月15日：「まりも」の夜行列車を14系客車に変更。当初は座席車のみだったが、1983年（昭和58年）6月26日から寝台車も14系客車となった。
- 1985年（昭和60年）
  - 3月14日：「まりも」の定期昼行列車を特急「おおぞら」に統合。札幌駅 - 帯広駅間の臨時急行「まりも」51・54号を廃止。
  - 11月7日：「まりも」のB寝台を、3段から順次2段に変更開始[6]。
- 1986年（昭和61年）7月1日：「まりも」のB寝台2段化完了[7]。
- 1988年（昭和63年）6月15日：「まりも」の座席指定席に「ドリームカー」連結開始[8]。同時に「まりもドリームきっぷ」（夜行列車往復割引きっぷの前身）販売開始。
- 1989年（平成元年）2月1日：「まりも」に女性専用席設定[9]。
- 1993年（平成5年）
  - 3月17日：急行「まりも」お別れ式を実施[要出典]。
  - 3月18日：「まりも」を特急化して「おおぞら」と統合し、「おおぞら」13号・14号として運転を開始[2]。「まりも」が廃止。

### 特急「まりも」の復活と廃止

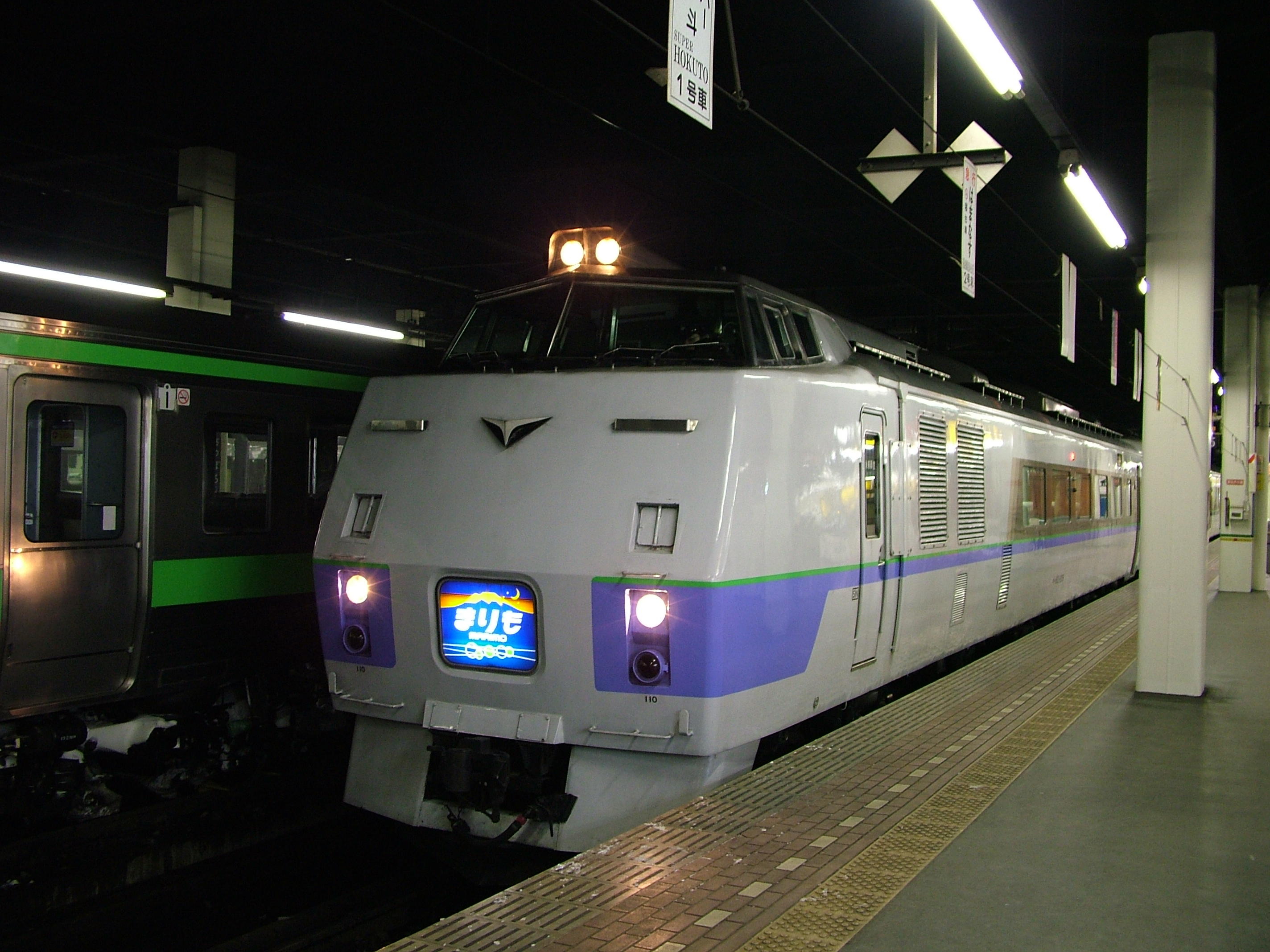
特急時代の「まりも」

- 2001年（平成13年）7月1日：特急「おおぞら」の車種を「スーパーおおぞら」に使用される283系気動車へ統一することに伴い、従来どおり183系で運行される夜行列車は特急「まりも」に変更[10][11]。
  - また、「まりも」名称復活を記念して「北斗星」で使用する24系客車を使用した「北斗星まりも」が運行された。
- 2001年（平成13年） - 2005年（平成17年）：夏季に花咲線に直通し根室駅まで延長運行を実施。釧路駅 - 根室駅間は快速列車で、下り「はなさき」と上り「ノサップ」のダイヤによって運行。
  - この際、釧路駅 - 根室駅間の始発・最終列車の代わりに「まりも」を運行した。快速列車の関連運用になる釧路駅 - 根室駅間の普通列車にも、同じ車両が送り込み運用されていた。
  - 釧路駅 - 根室駅間延長運転時の停車駅は以下の通り。
釧路駅 - 東釧路駅（下りのみ） - 厚岸駅 - 茶内駅 - 浜中駅 - 厚床駅 - 落石駅 - 根室駅
- 2006年（平成18年）3月18日：「まりも」が全車禁煙化[12]。
- 2003年（平成15年）9月26日：同日発生した十勝沖地震により、直別駅（当時）構内を通過中の下り「まりも」（4013D）が脱線[13][14]。
- 2007年（平成19年）10月1日：「まりも」が週末や繁忙期などにのみ運転される臨時列車に格下げ[3]。
- 2008年（平成20年）8月31日：同日発車列車を最後に「まりも」が廃止[15]。これにより、道内だけで運転が完結する定期夜行列車が消滅[15]。
- 2011年（平成23年）7月22日・23日：2日間限定で団体列車として「急行まりも」が復活する予定[16] であったが、その後中止が発表された[17]。
- 2012年（平成24年）7月20日・22日：北海道デスティネーションキャンペーンに伴い、2日間だけ「急行まりも」として運行[18]。20日は札幌駅発、釧路駅行きで、千歳線→石勝線→根室本線経由、22日釧路駅発、札幌駅行きは根室本線→函館本線経由で運行された。
  - 使用車両：DD51 形機関車牽引、客車5両（14 系座席車3両、24 系寝台車2両）